# Зеленокумск
Зеленоку́мск — город в Ставропольском крае. Административный центр Советского района (городского округа).

## Варианты названия
- Александровское (Воронцово),
- Воронцово-Александровское,
- Советское[3],
- Александровское (Воронцовка)[4].

## Географическое положение
Город расположен в южной части Ставропольского края, на реке Кума, в 166 км к юго-востоку от краевого центра.
Железнодорожная станция Зеленокумск на линии Светлоград — Георгиевск.

## История
По указу императрицы Екатерины II в 1783 году графу А. Р. Воронцову была пожалована земля в Георгиевском уезде «…ниже села Отказного, по правой стороне реки Кума из казённой земли», всего 15 тысяч 300 /единиц/ десятин. За землю была уплачена символическая сумма 3,5 копейки за десятину. Село получило название Воронцово-Александровское. Ещё ранее на этом месте существовало поселение, основанное в 1781 году отставными солдатами. Дата 2 октября 1781 года считается днём основания Зеленокумска. В том же году напротив Воронцово-Александровского, на левом берегу Кумы, возникло ещё одно селение, названное Новогригорьевским (Фёдоровкой).
Во время Великой Отечественной войны Воронцово-Александровское было оккупировано немецко-фашистскими войсками. 10 января 1943 года Воронцово-Александровское было освобождено.
5 июня 1963 года село Воронцово-Александровское переименовано в Советское. 9 октября 1965 года Указом Президиума Верховного Совета РСФСР оно было преобразовано в город районного подчинения Зеленокумск, в черту которого затем вошло село Новогригорьевское, снятое с учёта 14 октября 1965 года решением Ставропольского краевого совета № 910.
На 1 марта 1966 года в подчинении Зеленокумского горсовета находились 6 хуторов: Ковганский, Привольный, Рог, Средний Лес, Тихомировка и Фёдоровский:28.
До 1 мая 2017 года город был административным центром упразднённого муниципального образования города Зеленокумска.

## Население
| 1897    | 1903    | 1908    | 1909    | 1925    | 1939    | 1959    | 1967    | 1970    | 1979    | 1989    | 1992    |
| ------- | ------- | ------- | ------- | ------- | ------- | ------- | ------- | ------- | ------- | ------- | ------- |
| 11 475  | ↗13 544 | ↗16 569 | ↘15 674 | ↘10 279 | ↗10 745 | ↗11 503 | ↗29 000 | ↗29 691 | ↗32 053 | ↗35 140 | ↗36 100 |
| 1996    | 1998    | 2000    | 2001    | 2002    | 2003    | 2005    | 2006    | 2007    | 2008    | 2009    | 2010    |
| ↗38 800 | ↗39 500 | ↗40 000 | ↘39 800 | ↗40 340 | ↘40 300 | →40 300 | ↘40 100 | ↗40 200 | ↗40 500 | ↘40 492 | ↘35 839 |
| 2011    | 2012    | 2013    | 2014    | 2015    | 2016    | 2017    | 2018    | 2019    | 2020    | 2021    | 2023    |
| ↘35 817 | ↘35 802 | ↘35 772 | ↘35 625 | ↗35 639 | ↘35 568 | ↗35 646 | ↘35 501 | ↘34 690 | ↘34 113 | ↘33 187 | ↘32 972 |
| 2024    | 2025    |         |         |         |         |         |         |         |         |         |         |
| ↘32 931 | ↘32 800 |         |         |         |         |         |         |         |         |         |         |

На 1 января 2025 года по численности населения город находился на 461-м месте из 1124 городов Российской Федерации.
Гендерный состав
По итогам переписи населения 2010 года проживали 16 618 мужчин (44,47 %) и 20 753 женщины (55,53 %).
Национальный состав
По итогам переписи населения 2010 года проживали следующие национальности (национальности менее 1 %, см. в сноске к строке "Другие"):
| Национальность | Численность | Процент |
| -------------- | ----------- | ------- |
| Русские        | 32 068      | 85,81   |
| Армяне         | 940         | 2,52    |
| Цыгане         | 751         | 2,01    |
| Табасараны     | 495         | 1,32    |
| Украинцы       | 436         | 1,17    |
| Другие         | 2681        | 7,17    |
| Итого          | 37 371      | 100,00  |

## Инфраструктура
- Дворец культуры имени И. А. Усанова[49]
- Центральная библиотека[50]
- Советская ЦРБ[51]
- Краеведческий музей. Открыт 24 октября 1981 года[5]
- Стадион «Молния»[52]
- Дворец спорта «Виктория». Открыт в декабре 2014 года[53]
- Стадион «Молния»
- Нижне-Кумское лесничество[54]
- Войсковая часть 3772[55]
- Войсковая часть 5588[56]
- Женская исправительная колония № 7[57]

## Образование
История
- Сельское двухклассное училище. Упоминается в 1898 году[58].

Дошкольное образование
- Детский сад № 1 «Ласточка»[59]
- Детский сад № 3 «Дюймовочка»[60]
- Детский сад № 4 «Берёзка»[61]
- Детский сад № 5 «Радуга»[62]
- Детский сад № 6 «Теремок»[63]
- Детский сад № 7 «Огонёк»[64]
- Детский сад № 10 «Первое Мая»[65]
- Детский сад № 14 « Ивушка»[66]
- Детский сад № 15 «Чебурашка»[67]
- Детский сад № 23 «Золотой ключик»[68]
- Детский сад вида № 25 «Светлячок»[69]
- Детский сад № 33 «Родничок»[70]
- Детский сад № 35 «Колобок»[71]
- Детский сад № 39 «Скворушка»[72]
- Детский сад № 40 «Тополёк»[73]

Средние и вечерние образовательные школы
- Средняя общеобразовательная школа № 1. Открыта 5 апреля 1908 года[74]
- Средняя общеобразовательная школа № 2[75]
- Средняя общеобразовательная школа № 3[76]
- Средняя общеобразовательная школа № 12[77]
- Средняя общеобразовательная школа № 11[78][79]
- Средняя общеобразовательная школа № 13[80]
- Средняя общеобразовательная школа № 14[81]
- Вечерняя (сменная) общеобразовательная школа № 2[82]

Техникумы и училища
- Многопрофильный техникум[83]

Дополнительное образование
- Детская музыкальная школа[84]
- Детская художественная школа[85]. Открыта 21 августа 1970 года[86]
- Советская ДЮСШ[87]
- Советская ДЮСШ по футболу[88]
- Центр внешкольной работы[89]

## Экономика
- Предприятие «ВЭЛАН» («Взрывозащищенные электрические аппараты низковольтные»). Образовано 25 ноября 1958 года как завод низковольтной электроаппаратуры «Ставэлектроаппарат»[90][91]
- Завод «Строймаш». Открыт 16 мая 1960 года как Воронцово-Александровский машиностроительный завод[92]
- Авторемонтный завод
- Трубный завод «ОКТАН»
- Зеленокумский элеватор
- СПК колхоз-агрофирма «Дружба». Образован 24 февраля 1978 года как колхоз «Дружба»[93]
- Филиал Будённовского молочного завода
- Кирпичный завод «Силикат»
- Зеленокумский пивоваренный завод
- Предприятие «Электросеть». Открыто 20 октября 1975 года как Зеленокумское электросетевое хозяйство[86]
- Предприятие «Зеленокумский водоканал». Открыто 1 июля 1975 года[94]

## Религия
Русская православная церковь
- В 1998 году священник Геннадий (Литомин) по благословению митрополита Гедеона начал строительство православного храма, который (как и первая церковь в Зеленокумске) назван в честь Петра и Павла. Православная церковь Петра и Павла, построенная в 1791 году, позднее стала приделом Казанского собора, который в 1938 году был уничтожен.
- Православная церковь Казанской Иконы Божией Матери — ул. Крупской, 107
- Часовня в честь святого страстотерпца Цесаревича Алексея при детской больнице[95]

Протестантизм
- Молитвенный дом адвентистов седьмого дня расположен по адресу: улица Заводская, 91.
- Молитвенный дом евангельских христиан баптистов расположен по адресу: улица Заводская, 162/а.

## Герои Советского Союза
Звания Героя Советского Союза удостоены:
- Ардинцев, Яков Спиридонович (1910, хутор Отрезок, ныне в черте города Зеленокумска — 1944) — командир батареи 1187-го истребительно-противотанкового артиллерийского полка 25-й истребительно-противотанковой артиллерийской бригады 2-й гвардейской армии 1-го Прибалтийского фронта, старший лейтенант.
- Ильяшенко, Георгий Данилович (1918, село Воронцово-Александровское — 1987) — лётчик 4-го минно-торпедного авиационного полка 2-й минно-торпедной авиационной дивизии военно-воздушных сил Тихоокеанского флота, лейтенант. Участник советско-японской войны 1945 года.
- Крайнев, Николай Степанович, (1924—1944) — красноармеец Рабоче-крестьянской Красной Армии. Участник Великой Отечественной войны.
- Недвижай, Иван Макарович (16.04.1925, станица Новая Григорьевка, ныне в черте Зеленокумска — 1944) — командир отделения разведывательной роты 897-го горнострелкового полка (242-я горнострелковая дивизия, 3-й горнострелковый корпус, 1-я гвардейская армия, 4-й Украинский фронт), младший сержант.
- Павлов, Иван Дмитриевич (1920, село Воронцово-Александровское — 1997) — полковник. Участник Великой Отечественной войны.
- Свечкарёв, Иван Семёнович (1920, село Воронцово-Александровское — 1943) — командир огневого взвода 727-го истребительно-противотанкового артиллерийского полка (10-й танковый корпус, 40-я армия, Воронежский фронт), старший сержант.
- Турченко, Павел Алексеевич (1914, село Воронцово-Александровское — 1987) — майор. Участник Великой Отечественной войны.

Имя Я. С. Ардинцева присвоено средней школе № 14, имя Н. С. Крайнева — средней школе № 13.

## Почётные граждане
Звания «Почётный гражданин города Зеленокумска» удостоены:
- Глобенко Николай Ильич (1902) — участник Великой Отечественной войны, второй секретарь райкома.
- Гребенюк Александр Васильевич (1951) — заслуженный мастер спорта международного класса по лёгкой атлетике, заслуженный работник физической культуры Российской Федерации. Чемпион Европы, обладатель Кубка Европы, трёхкратный чемпион СССР (1977—1979).
- Зверев Виталий Ефимович (1933) — третий секретарь райкома партии (1978—1990), заместитель председателя районного Совета депутатов (1990—1992).
- Кондраков Алексей Фёдорович (1926) — участник Великой Отечественной войны, заслуженный работник завода «Строймашавтоматизация».
- Мащенко Василий Андреевич (1930) директор 8-летней школы № 19 (1968—1977), председатель горисполкома (1978—1987).
- Поповиченко Виктор Федорович (1954) — глава администрации муниципального образования города Зеленокумска (2010—2015).
- Прыгунков Владимир Яковлевич (1946) — глава администрации Советского района (1991—1997), председатель Совета депутатов, глава муниципального образования города Зеленокумска (2005—2010), директор ОАО «Зеленокумскрайгаз» (1997—2015).
- Ржевский Алексей Иванович (1932) — слесарь по ремонту оборудования на Зеленокумском авторемзаводе.
- Синельников Георгий Захарович (1910) — участник Великой Отечественной войны; заместитель председателя райисполкома, председатель горисполкома (1965—1970).
- Сорока Алексей Денисович (1939) — глава муниципального образования города Зеленокумска (1996—2001).
- Спивак Василий Семёнович (1924) — участник Великой Отечественной войны; заслуженный механизатор, один из лучших работников колхоза «Родина».
- Усанов Иван Алексеевич (1912) — председатель колхоза им. XXII партсъезда КПСС (1953—1975). Герой Социалистического Труда (1966).
- Фомин Владимир Георгиевич (1916) — участник Великой Отечественной войны; секретарь райисполкома (1958), председатель горисполкома (1970—1978).
- Хуртаев Георгий Савельевич (1928-2013) — начальник управления сельского хозяйства Советского района (1967—1970), первый секретарь райкома партии (1970—1988)[98].
- Чечёткин, Юрий Иванович (1941) — директор ОАО «Богатырь».

## Памятники
Памятники истории и культуры
- Памятник воинам, павшим в боях с немецко-фашистскими захватчиками в январе 1943 года, за освобождение с. Воронцово-Александровского. 1947 год[99]
- Мемориальный комплекс «Огонь Вечной славы погибшим в годы гражданской и Великой Отечественной войн»[100]. Открыт 3 мая 1975 года. Построен по проекту архитектора Ставропольского отделения художественного фонда РСФСР Д. В. Абдул и скульптора В. С. Диброва[94]
- Памятник погибшим защитникам в локальных войнах. 2003[101]
- Мемориал погибшим в чеченских войнах воинам в/ч 3673 (городок № 2 на территории в/ч 6814)
- Мемориальная доска по эвакогоспиталю и павшим в боях 1941—1945 годов выпускников средней школы № 1
- Памятник В. И. Ленину (центральная площадь)
- Памятник В. И. Ленину (у Дворца культуры)
- Памятник В. И. Ленину (в управлении Пенсионного фонда)
- Памятник В. И. Ленину (во дворе АО «ВЭЛАН»)
- Обелиск Герою Советского Союза Я. С. Ардинцеву
- Памятник Петру и Февронии. 2012 год[102]
- Памятник воинам, погибшим в локальных военных конфликтах. Установлен в мае 2019 года в сквере Дома Культуры имени И. А. Усанова[103]

Памятники градостроительства и архитектуры
- Дом Кащенко. Сейчас в нём Детская музыкальная школа и ЗАГС[104]
- Торговые ряды. Сейчас это Краеведческий музей

## Кладбища
В городе 4 общественных открытых кладбища:
- «Дормаш» (ул. Мельничная), площадь участка 71 218 м²;
- «Отрезок» (в 350 метрах восточнее ул. Дзержинского), площадь участка 29 341 м²;
- «Элеватор» (пос. Элеватора), площадь участка 136 951 м²;
- «Новое Элеватор» (в районе газонаполнительной станции, ул. Элеваторская), площадь участка 145 000 м²[105].

## Интересные факты
- 1 июля 2018 года на Зеленокумск обрушился шквалистый ветер, сопровождавшийся сильным ливнем. Помимо множества деревьев, не устояли и опоры линий электропередачи, были повреждены подстанции, в результате чего город практически полностью остался без света. 5 июля распоряжением губернатора чрезвычайной ситуации в Зеленокумске был присвоен статус ЧС регионального масштаба.
- С 29 до 31 июля 2008 года город оставался на 3 дня без света и воды из-за урагана[106]
- Сергей Бодров-младший 19 сентября 2002 года снимал эпизоды фильма «Связной» в женской колонии города, на следующий день съёмочная группа пропала в Кармадонском ущелье.[107]